# Olcyphides hopii
Olcyphides hopii är en insektsart som först beskrevs av Gray, G.R. 1835.  Olcyphides hopii ingår i släktet Olcyphides och familjen Pseudophasmatidae. Inga underarter finns listade i Catalogue of Life.